# Penescosta sororcula
Penescosta sororcula är en snäckart som först beskrevs av Preston 1913.  Penescosta sororcula ingår i släktet Penescosta och familjen Charopidae. IUCN kategoriserar arten globalt som sårbar. Inga underarter finns listade i Catalogue of Life.